# Мерседес Ламбре
Мерседес Ламбре (шп. Mercedes Lambre; Буенос Ајрес, 5. октобар 1992), аргентинска је глумица, певачица и модел. Мерседес је стекла међународну популарност као Лудмила Феро у теленовели Виолета, коју је добила тако што је отишла на кастинг као подршка својој другарици, након чега ју је редитељ видео и понудио јој улогу Лудмиле. Након ове улоге, Мерседес је глумила Ему у серији Хајди, добродошла кући.

## Филмографија
| Улоге Мерседес Ламбре |                        |                          |              |          |
| Година                | Српски назив           | Изворни назив            | Улога        | Напомена |
| 2012—2015.            | Виолета                | Violetta                 | Лудмила Феро |          |
| 2019.                 | Хајди, добродошла кући | Heidi, bienvenida a casa | Ема          |          |